# Psammotropha myriantha
Psammotropha myriantha är en kransörtsväxtart som beskrevs av Otto Wilhelm Sonder. Psammotropha myriantha ingår i släktet Psammotropha och familjen kransörtsväxter. Inga underarter finns listade i Catalogue of Life.